# Космос-2101
Космос-2101 је један од преко 2400 совјетских вјештачких сателита лансираних у оквиру програма Космос.
Космос-2101 је лансиран са космодрома Тјуратам, Бајконур, СССР, 1. октобра 1990. Ракета-носач Сојуз је поставила сателит у орбиту око планете Земље. 